# Midnight Club: Los Angeles
Midnight Club: Los Angeles est un jeu vidéo de course à monde ouvert édité par Rockstar Games et développé par Rockstar San Diego sorti sur PlayStation 3 et Xbox 360 le 24 octobre 2008.

## Véhicules
Comme tout jeu de course, Midnight Club: Los Angeles propose plusieurs types de voitures, et même des motos. Le jeu est compatible avec le volant Logitech G25 Racing Wheel.

### Voitures
Le jeu propose des dizaines de véhicules qui ont la possibilité d'être modifiés avec plusieurs tuners disponibles comme la Mazda RX-8,
Nissan Skyline GT-R R34,
Mitsubishi Lancer Evolution IX,
Mitsubishi Eclipse GSX 1999,
Volkswagen Golf GTI 1983,
ou encore des muscle cars comme la Buick Grand National GNX 1987,
Chevrolet Impala SS 1996,
Chevrolet Camaro SS 1969,
Pontiac Firebird 1969... Il existe également des voitures de luxe comme Chrysler 300C SRT-8 2007, 
Mercedes-Benz S600 2008,
Mercedes-Benz S600 Dub Edition 2008,
Mercedes-Benz SL65 AMG 2007,
Mercedes-Benz CL65 AMG 2008,
Audi S5 2009...
Les supercars sont bien évidemment proposés également, et on retrouve la Lamborghini Miura SV 1971, la Lamborghini Gallardo Spyder 2006,
la Lamborghini Murciélago Roadster 2004,
l'Aston Martin DB9 2008,
Saleen S7 twin turbo,
Audi R8 (disponible via social club), etc.
Il existe 6 catégories de voitures: Tuners, Luxe, Muscle Cars et Supercars ainsi que les Lowriders et Tout-Terrains inclus dans le pack South Central. Il y a aussi les Dub Edition, déjà customisées par Dub, mais qui ne peuvent pas être modifiés au niveau des pares chocs.
Au terme du jeu, le joueur bénéficie d'une somme de 1 million de dollars et surtout, la possibilité de s'approprier les voitures et le tuning qui les accompagne gratuitement. Celui-ci aura également accès à des codes de triche.

### Motos
Le jeu propose également des motos, mais le joueur y est plus sensible, il peut foncer dans un obstacle et tomber. Il existe plusieurs types de motos comme la Ducati Monster S4RS 2007, Kawasaki Ninja ZX-14 2007 ou encore la Ducati 999R 2006 qui sont toutes modifiables, même au niveau des carénages.

## Ville
Le jeu se déroule dans la ville de Los Angeles, qui a été recréée dans ses moindres détails, avec le moteur graphique de Grand Theft Auto IV. Le joueur a la possibilité de s'y promener, en voiture. La police rode, prête à poursuivre le joueur s'il commet un délit. De plus, une extension nommée "South central" permet d'agrandir la carte de la ville ainsi que 3 autres packs payants. La ville comporte la plupart des quartiers emblématiques de Los Angeles tels que: South central, Beverly Hills, Santa Monica et le joueur a également la possibilité de se promener sur le célèbre Hollywood Boulevard!

## Midnight Club: L.A. Remix
Ce Midnight Club est sorti sur PlayStation Portable, mais il fut adapté à la console. Les graphismes et la façon de jouer sont conçus pour la PSP, et le jeu propose en plus la ville de Tokyo, pour compenser la technique bien évidemment en dessous des consoles de salon de septième génération.

## Complete Edition
Une version appelée Complete sortira plus tard le 8 janvier 2010 toujours sur Xbox 360 et PS3. Cette version contient le jeu initial, ainsi que tous les contenus téléchargeables (étendant notamment la ville d'un tiers, rajoutant des dizaines de courses et plusieurs véhicules) dans un seul disque.